# Coercion
Coercion byla švédská death metalová kapela založená roku 1992 ve čtvrti Skärholmen švédského hlavního města Stockholm. Sestava kapely se často měnila.
První studiové album Forever Dead vyšlo v roce 1997. Druhé album Delete vyšlo roku 1999. V roce 2003 kapela vydala EP Lifework a o dva roky později zanikla.

## Diskografie

### Dema
- Headway (1993)
- Headway (Remix) (1994)
- Human Failure (1994)

### Studiová alba
- Forever Dead (1997)
- Delete (1999)

### EP
- Lifework (2003)